# Fazenda Quilombo
Fazenda Quilombo é um fazenda histórica brasileira localizada no município brasileiro de Limeira.

## Histórico
A fazenda foi fundada na década de 1870 por Ezequiel de Paula Ramose e sua esposa Anna Eufrosina Jordão. Seus 306 alqueires foram pela D. Anna Eufrosina e pertenciam antes à Fazenda Morro Azul.
A orgiem do nome da fazenda foi devido às suas características, com um terreno acidentado que facilitava o refúgio de escravos.
Sua exploração econômica se iniciou com cafezais e construção de terreiros para secagem do café, lavadores de café, tulhas, casas de colonos, casa da administração e casa sede que foram concluídas em 1891.
A fazenda foi sendo transferida de herdeiro para herdeiro e permanece na família. Com a crise de 1929, cuja queda da bolsa de valores de Nova Iorque ocasionou a crise do café para o Brasil, a Fazenda Quilombo migrou para a produção de algodão e mais tarde de laranja.
Além de vivenciar as transformações das produções agrícolas conforme às necessidades e obstáculos do mercado, a Fazenda Quilombo também testemunhou a migração do regime escravocrata para o trabalho dos colonos imigrantes. Alemães, italianos e espanhóis passaram pela fazenda.

## Arquitetura
A Fazenda Quilombo é composta de um conjunto arquitetônico que envolve a casa sede, o galpção de máquinas de secagem e benefício do café, as tulhas para armazenagem, terreiro para secagem do café, casa da administração e 60 casas que foram usadas pelos colonos.
Alguns objetos de decoração de épocas anteriores ainda podem ser vistos na casa sede, como uma mesa de canto datada de 1720, em madeira com marchetaria de casco de tartaruga, quadros, baús e pesados armários, talhados com minúcia.